# Vendia (Schiff)
Die Vendia war ein Frachtdampfschiff aus Dänemark.
Das Schiff war mit 1.150 BRT vermessen und hatte 69 m Länge, 11 m Breite und einem Tiefgang von 4 m. Es gehörte der Reederei Forenende Kulimportörer Aktie Selskab in Kopenhagen. Gebaut wurde das Schiff in Deutschland 1924 bei der Howaldtswerke AG in Kiel.
Die Vendia erhielt am 30. September 1939 in der Nordsee, 35 Seemeilen nordwestlich von Hanstholm im Marineplanquadrat AN 3593 einen Torpedotreffer im Heck, das wegriss und versank. Dieser Torpedo wurde vom Unterseeboot U 3 abgeschossen. Um 12.05 Uhr ereignete sich eine Explosion im Vorschiff, das danach ebenfalls in einer Rauchwolke versank. Das Schiff fuhr in Ballast. Elf Menschen kamen ums Leben, sechs wurden aus der Nordsee gerettet und an den dänischen Dampfer Savana übergeben.